# 창춘 포위전
창춘 포위전(중국어: 长春围困战 창춘웨이쿤잔[*], 중국어: 長春圍城 창춘웨이청[*])은 1948년 5월부터 10월까지 5개월간 중화민국 육군의 북중국 지역 본부이자 만주에서 가장 큰 도시였던 창춘시를 중국 인민해방군 산하 동북인민해방군이 봉쇄했던 포위전이다. 창춘 포위전은 제2차 국공 내전에서 랴오선 전역의 전투 중 가장 오랫동안 진행된 전투이다.
창춘 포위전은 150일간의 포위 끝에 10월 19일 국민혁명군 제60군이 인민해방군으로 귀순해 국민당군을 공격하기 시작하고, 신제7군이 다음날 항복하면서 종료되었다.

## 배경
중일전쟁이 끝난 직후 중국국민당(KMT)과 중국공산당(CCP) 간의 국공내전이 재개되었다. 내전 양 측이 만주를 장악하기 위한 시도를 펼치면서 만주가 분쟁의 중심지가 되었다. 특히 창춘은 지린성의 성도로, 만주국의 수도였으며 중일전쟁 당시 관동군의 본거지로 전략적으로 매우 중요한 도시였다. 일본의 점령 기간 창춘은 일본이 "이상적인 현대 도시"로 바꿔놓았다.
중일전쟁이 끝난 이후 소련은 만주 침공을 통해 만주 전역을 점령했다. 소련이 철수한 이후 국민당군과 공산당군이 만주에서 영향력을 확대하기 위해 동북쪽으로 이동하기 시작했다. 국민당군은 만주 전역 초기에는 공산당을 상대로 연이은 승리를 거둔 후 1946년 5월 23일 창춘을 장악했다. 하지만 장제스가 6월 6일 중국공산당과 휴전을 선언하면서 국민당군의 공세가 정지되었다. 이 휴전으로 공산당군은 손실을 회복할 수 있었다. 1948년 3월 중순까지 공산당군이 만주 대부분을 점령하여 선양시, 창춘시, 진저우 등 여러 도시에 국민당군을 고립, 포위시켰다.

## 전투 준비
1947년 화북 동계공세 기간 공산당 동북군 사령관인 린뱌오는 만주의 국민당군을 향한 총공세를 위해 먼저 공격할 대상의 세 후보를 물색했다. 그 세 후보는 창춘, 선양, 진저우였다. 다른 공산당군 장교와 논의한 후 창춘을 첫 목표로 공세하기 시작했다. 1948년 3월에는 동북야전군이 쓰핑을 점령해 창춘으로 향하는 길이 활짝 열렸다. 하지만 창춘의 시내 방어망은 매우 잘 짜여져 있었기 때문에 동북군의 창춘 포위전은 린뱌오가 직접 수 차례 취소했다. 린뱌오는 "병참에 관한 한 완벽주의자"여서 공산당군이 창춘과 선양의 국민당 방어군을 포위하는 데 집중해버려 병력을 한 군데에 '유지'해야만 해 동북 지역 전역의 공산당군의 공세에 부정적인 영향을 미칠 것이라 우려했다.

## 포위전

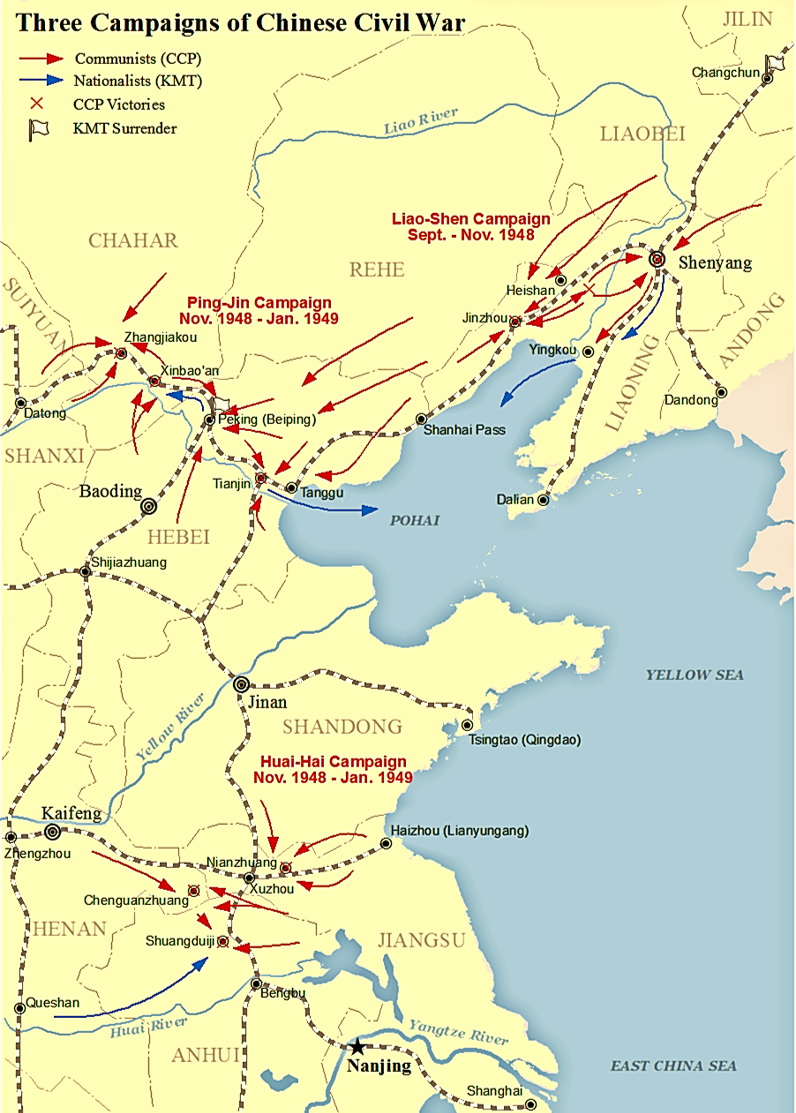
삼대전역 당시 진격도. 제일 오른쪽 위에 포위되었다 항복한 도시가 창춘이다.

제60군과 신제7군으로 구성된 창춘의 국민당 방어군은 1947년 겨울부터 사기 저하로 고통받았다. 1948년 5월 23일 린뱌오의 동북군이 창춘 외곽에 도착해 도시를 포위하기 시작했다. 샤오진광이 10만명의 병력을 동원해 창춘을 공격했으나 실패하자 도시 포위를 강화했다. 얼마 지나지 않아 창춘은 나머지 국민당군 장악 지역과 완전히 단절되어 포위당했다. 인근에 가장 가까운 국민당군은 진저우에 있었던 판한제의 제6군이었다. 창춘으로 향하는 공중보급을 막기 위해 포위군 사령관인 샤오진광은 5월 하순 들어 다팡선 공항을 점령해 활주로를 폭파해 못 쓰게 만들고 공항을 강력하게 방어했다. 국민정부는 창춘에 보급품을 공수하러 시도했으나 근처에 공산당군의 대공포가 늘어나기 시작해 제한적인 보급만 가능했다. 군사 봉쇄는 150일간 계속되었고 이 과정에서 창춘에 사는 민간인 50만명 중 많은 민간인이 사망했다.
9월 중순에는 동북해방군이 진저우 전역으로 진저우를 포위하자 정둥궈가 2개 사단을 동원해 창춘 돌파를 시도했으나 실패했다. 10월 중순에는 진저우가 완전히 함락되면서 동북의 선양과 창춘의 국민해방군은 육로가 완전히 단절되었다.
창춘시 내부에서는 식량 배급이 어려워지면서 국민당 제60군과 신제7군 사이에 갈등이 발생했으며, 신제7군은 보급품 공수에서 특혜를 받았다는 비난도 받았다. 공산당군은 상황을 이용해 국민당군이 탈영하도록 부추겼으며, 9월까지 국민당군 13,700명이 탈영해 공산당군으로 귀순했다. 10월 14일 공산당군이 진저우 전투에서 승리해 함락한 이후 공산당군의 창춘 포위공격은 더 빨라졌다. 10월 16일에는 정둥궈가 지휘관 회의를 실시해 다음 날 새벽 창춘을 돌파해 남하하기로 결정했다. 하지만 저녁에 국민혁명군 제60군의 지휘관인 군단장 쩡쩌성이 휘하 3개 사단 26,000명을 이끌고 공식적으로 공산당군으로 귀순을 선포해 도시 내에 있던 신제7군을 공격하기 시작했다. 국민당군 지휘관 정둥궈는 공산군의 항복 압박에도 항복하기 꺼렸고 창춘 중앙은행 청사에서 농성하기로 결정했으나, 신제7군도 이미 10월 19일 공산당군과 합의를 마쳤고 10월 20일 신제7군 군단장 리홍이 군사령부와 3개 사단을 이끌고 중국공산당에게 항복했다. 10월 21일 오전 4시에는 정둥궈의 사령부도 저우언라이의 귀순 요청으로 항복했다.

## 여파
국민정부는 창춘 포위전으로 더 이상 국민당이 만주 지역을 확보할 수 없다는 상황을 확실히 보여주었다. 창춘 포위전 이후 선양과 만주 나머지 지역도 빠르게 인민해방군이 장악했다. 동북군이 동북 지역에서 보여준 포위전은 매우 성공적이었으며, 이 때문에 매우 많은 국민당군 병력이 줄어들었고 힘의 균형도 반대로 기울었다.
창춘 포위전에서 귀순한 쩡쩌성의 국민혁명군 제60군은 인민해방군 제50군으로 개편되었다.
창춘 포위전으로 발생한 민간인 사망자수는 약 15만명으로 추정된다. 중국공산당은 국민당군의 식량 보급을 끊어버리기 위해 민간인들이 도시를 떠나는 행위를 막았고, 이 결과 수만명이 "도시 안에서 굶어죽었다." 중국공산당은 8월 초까지 민간인 난민이 도시를 떠나는 행위를 계속 막았다. 결국 전투 기간 15만명의 민간인 난민이 창춘시를 떠나긴 했지만 이 중 일부는 공산당군이 고의적으로 민간인을 굶어죽인다는 주장에 대응하기 위해 도시 안으로 요원이나 스파이로 들여보냈다가 나간 사람도 포함되었다. 민간인이 전투 기간 열약한 대우를 받은 이유 중 하나로는 이전까지 창춘이 국민당이나 공산당 양 쪽 모두와 연관이 없던 지역이었기 때문이었다. 역사학자 해럴드 A. 태너는 창춘 포위전으로 발생한 많은 민간인 사망자가 중국공산당의 정당성에 "그림자를 드리웠다"고 말했다. 창춘 포위전으로 발생한 민간인 사망자는 1989년 서적 《설백혈홍》이 발간되기 전까지 중국 대중들에게 잘 알려지지 않았으며, 이 서적도 발간 이후 중화인민공화국 정부가 검열했다.

## 같이 보기
- 부코바르 전투 - 1991년 크로아티아
- 마리우폴 포위전 - 2022년 우크라이나

## 참고 문헌
- Koga, Yukiko (2016). 《Inheritance of Loss: China, Japan, and the Political Economy of Redemption After Empire》. Chicago: University of Chicago Press. ISBN 978-0226412139.
- Lary, Diana (2015). 《China's Civil War》. Cambridge: Cambridge University Press. ISBN 978-1107054677.
- Tanner, Harold M. (2015). 《Where Chiang Kai-shek Lost China: The Liao-Shen Campaign, 1948》. Bloomington: Indiana University Press. ISBN 978-0253016997.
- Westad, Odd Arne (2003). 《Decisive Encounters: The Chinese Civil War, 1946-1950》. Stanford: Stanford University Press. ISBN 080474484X.
- Worthing, Peter (2017). 《General He Yingqin: The Rise and Fall of Nationalist China》. Cambridge: Cambridge University Press. ISBN 9781107144637.
- 이철의 (2023년 5월 10일). 《국공내전 신중국과 대만의 탄생》. 앨피. ISBN 9791192647128.